# Торич
Торич (серб. Торић / Torić) — село в общине Билеча Республики Сербской Боснии и Герцеговины. Население составляет 33 человека по переписи 2013 года.